# Historia e historiografía

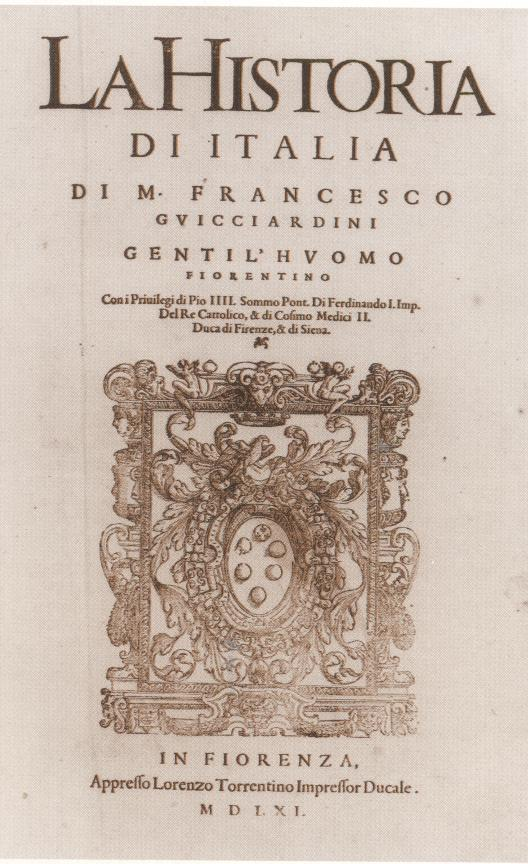
La Historia de Italia de Francesco Guicciardini, 1561

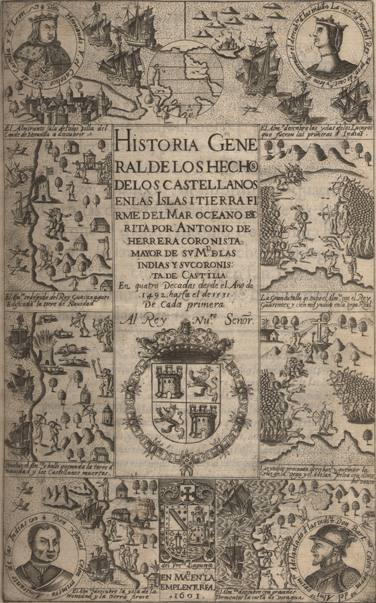
Historia General de los Hechos de los Castellanos en las Islas y Tierra Firme del Mar Océano, de Antonio de Herrera, edición de 1601.

Historia e historiografía son dos conceptos relacionados pero que no deben ser confundidos. Mientras que la historia es el conjunto de hechos acontecidos en el pasado de la humanidad, la 
historiografía es el conjunto de técnicas y métodos utilizados para describir los hechos históricos acontecidos y registrados.

## Historia
La historia es el conjunto de hechos realmente acontecidos en el pasado de la humanidad; aunque muy frecuentemente se entiendan restrictivamente como hechos históricos únicamente a los acontecimientos trascendentes, los que tienen un alcance lo suficientemente amplio como para ser útiles para la comprensión de hechos posteriores, o al menos los que son interpretados así desde la perspectiva del historiador que los destaca o considera dignos de recuerdo (memoria histórica). La selección de esos hechos es cuestión de debate, pues cada una de las interpretaciones de la historia pone el protagonismo de la historia (sujeto histórico) en uno u otro lugar, lo que determina qué datos considerar hechos relevantes. Los partidarios de una historia política, militar, cultural, o de las instituciones no coincidirán con los partidarios de una historia económica y social; oposición expresada en los términos marxistas de superestructura y estructura o el unamuniano de intrahistoria.

## Historiografía
La historiografía es el conjunto de técnicas y métodos propuestos para describir los hechos históricos acontecidos y registrados. La correcta praxis de la historiografía requiere el empleo correcto del método histórico y el sometimiento a los requerimientos típicos del método científico. También se denomina historiografía a la producción literaria de los historiadores, y a las escuelas, agrupaciones o tendencias de los historiadores mismos.
Es imposible ignorar la polisemia y la superposición de estos términos, pero simplificando al máximo: la historia son los hechos del pasado; y la historiografía es la ciencia de la historia, además estos dos conjuntos de historia e historiografía son casi referentes a todos los tipos de historia porque tanto la ciencia como los hechos pasados suelen ser casi iguales, la única diferencia es que la ciencia investiga todos los tipos de sucesos, en cambio el pasado suele revelar todo lo que hay oculto en el mundo. Sin embargo la historiografía se basa en la construcción intelectual. 